# ۶ مه
۶ مه صد و بیست و ششمین (در سال‌های کبیسه صد و بیست و هفتمین) روز سال در گاه‌شماری میلادی است. ۲۳۹ روز تا پایان سال باقی‌است.

## رویدادها
- ۱۵۳۶ - به دستور هنری هشتم، پادشاه انگلستان انجیل به زبان انگلیسی در تمام کلیساها جایگزین سایر انجیل‌ها شد.
- ۱۹۹۴ - الیزابت دوم، ملکه بریتانیا و فرانسوا میتران، رئیس‌جمهور فرانسه مشترکاً تونل مانش را افتتاح کردند.
- ۲۰۰۱ - پاپ ژان پل دوم در سفر به سوریه به عنوان نخستین پاپ وارد یک مسجد شد.

## زادروزها
- ۱۸۵۶ - زیگموند فروید، روان‌شناس اتریشی
- ۱۹۱۵ - اورسن ولز، کارگردان آمریکایی
- ۱۹۲۱ - اریش فرید، شاعر اتریشی
- ۱۹۴۲ - آریل دورفمان، نویسنده آرژانتینی

## درگذشت‌ها
- ۱۹۱۰ - ادوارد هفتم، پادشاه بریتانیا
- ۱۹۱۶ - شکری العسلی، سیاستمدار، نویسنده و وکیل عثمانی سوری.[۱]